# Ступінь редагованості повідомлення
Ступінь редагованості повідомлення — відношення обсягу здійсненого редактором виправлення до обсягу всього повідомлення; величина, за допомогою якої визначають можливу чи фактичну трудомісткість роботи, виконаної редактором під час опрацювання авторського оригіналу.

## Формула визначення ступеня редагованості повідомлення
Для того, щоб визначити величину, потрібно обсяг виправленого тексту (в знаках) поділити на обсяг всього тексту (в знаках) і помножити на 100 %.

## Етапи визначення ступеня редагованості повідомлення
Визначати ступінь редагованості повідомлення варто двічі. Перший раз — до прийняття рішення про публікування (для оцінювання якості повідомлення, рівня авторської майстерності та можливої трудомісткості роботи редактора, а отже й доцільності підписання угоди з автором). Вдруге — для визначення обсягу роботи редактора.